# Cneu Domício Enobarbo (cônsul em 162 a.C.)
Cneu Domício Enobarbo (em latim: Gnaeus Domitius Ahenobarbus) foi um político da gente Domícia da República Romana eleito cônsul 162 a.C. com Públio Cornélio Lêntulo. Era filho de Cneu Domício Enobarbo, cônsul em 192 a.C., e pai de Cneu Domício Enobarbo, cônsul em 122 a.C..

## Carreira
Foi nomeado pontífice em 172 a.C., ainda muito jovem e, três anos depois, foi enviado com mais dois colegas numa embaixada ao Reino da Macedônia.
Em 167 a.C., Enobarbo foi um dos dez encarregados pelo Senado de resolver a situação na Macedônia sob a liderança de Emílio Paulo. Na confusa eleição para o consulado de 162 a.C., depois de uma interpretação errônea dos auspícios, a eleição de Cipião Násica Córculo e Caio Márcio Fígulo foi anulada e Enobarbo foi eleito numa segunda rodada juntamente com Públio Cornélio Lêntulo.
É geralmente atribuída a Enobarbo uma cunhagem de moedas romanas, datada na década de 180 a.C., composta por um denário e três outras moedas em bronze: um asse, um quadrante e um sextante. Esta série é caracterizada pelas letras "CN DO".